# Wiener Sportfreunde
FC Wiener Sportfreunde was een Oostenrijkse voetbalclub uit Hernals, een stadsdeel van de hoofdstad Wenen die van 1911 tot 1927 regelmatig in de tweede hoogste klasse speelde. 

## Geschiedenis

### Beginjaren
De club werd in het begin van de 20ste eeuw opgericht als Hernalser Sportfreunde en veranderde in 1911 de naam in Fußball-Club Wiener Sportfreunde. In 1911/12 vond het eerste officiële Oostenrijkse kampioenschap plaats en de Sportfreunde werden in de tweede klasse ingedeeld. De competitie was enkel toegankelijk voor clubs uit Wenen. Van de uitslagen van de tweede klasse uit die tijd is nog weinig bekend enkel dat de club niet om de titel meestreed. In 1914 degradeerde de club naar de derde klasse. Doordat de tweede klasse werd uitgebreid voor seizoen 1919/20 kon de club promoveren.

### Fusie en terug zelfstandig
In het eerste seizoen werd de club achtste plaats bereikt. Tijdens het volgende seizoen fusioneerde de club met Ottakringer SC. De tot dan gespeelde wedstrijden werden geannuleerd. De fusieclub die onder de naam Ottakringer SC bleef spelen werd zesde. Dit was het beste resultaat voor de club. Omdat het vooropgestelde doel, de promotie naar de hoogste klasse, niet werd bereikt besloot de club om vanaf het volgende seizoen opnieuw zelfstandig aan te treden.

### Strijd tegen degradatie en bekersucces
De Sportfreunde namen de licentie van Ottakringer over en bleven in de tweede klasse. In de competitie werd dat seizoen de degradatie net vermeden maar in de ÖFB-Cup, toen nog bekend als Wiener Cup maakte de club furore door de kwartfianle te bereiken. In de eerste ronde werd op 19 maart 1922 voor 2000 toeschouwers Olympia XI Wien met 2-1 verslagen in verlengingen. In de volgende ronde werd op eigen veld Badener AC met 11-0 afgedroogd. Spelers Lausch scoorde vijf keer. In de kwartfinale stuitte de club op eersteklasser en topclub First Vienna FC. De Sportfreunde kwamen al snel aan de leiding maar dan scoorde Vienna twee keer. In de 76ste minuut werd een eigen doelpunt gemaakt waardoor alle kansen verkeken werden, het werd zelfs nog 4-1 voor Vienna.

### Professionalisme en opheffing
Na een negende plaats in 1923 in een kleinere competitie omdat de tweede klasse in twee reeksen werd opgedeeld werd de degradatie opnieuw net vermeden. In 1923/24 werd de club laatste. Na dit seizoen werd het professionalisme ingevoerd en omdat niet alle clubs hieraan voldeden of ervoor kozen  amateurclub te blijven konden de Sportfreunde in de tweede klasse blijven als profclub.
Ook nu kon de club niet meestrijden voor de titel. Na twee elfde plaatsen en een negende plaats in 1926/27 werd het team uiteindelijk opgeheven. Mogelijkerwijze zijn de Meidlinger Sportfreunde en opvolgerteam maar tot op heden blijft het einde van de club niet geheel duidelijk.